# Sirlene Barbosa
Sirlene Barbosa (São Paulo) é uma professora e pesquisadora brasileira. Ela é professora de Língua Portuguesa da rede municipal da cidade de São Paulo. Possui Mestrado em Linguística Aplicada e Estudos da Linguagem pela PUC-SP e é doutoranda em Educação pela Faculdade de Educação da Universidade de São Paulo (FEUSP). É pesquisadora sobre literaturas negra e periférica e relações étnico-raciais na educação.
Em 2016, Sirlene desenvolveu, ao lado de seu marido João Pinheiro, o romance gráfico Carolina. O livro conta a história da escritora Carolina de Jesus, autora de Quarto de Despejo, desde sua infância pobre em Minas Gerais, sua vida na favela do Canindé, a fama conquistada após a publicação de seu livro e as decepções e o esquecimento que se seguiram. O roteiro e os desenhos ficaram a cargo de João, tendo por base a pesquisa acadêmica desenvolvida por Sirlene acerca da autora. O livro foi publicado em 2016 no Brasil pela editora Veneta e, em 2019, na França pela editora Presque Lune.
Sirlene foi indicada ao Prêmio Jabuti de melhor história em quadrinhos em 2017 por Carolina. A edição francesa do livro ganhou o prêmio especial do júri ecumênico no Festival de Angoulême em 2019. No ano seguinte, Sirlene e João Pinheiro ganharam o Troféu HQ Mix na categoria " Relevância internacional".